# Домашний чемпионат Великобритании 1889
Домашний чемпионат Великобритании 1889 — шестой розыгрыш Домашнего чемпионата, футбольного турнира с участием сборных четырёх стран Великобритании (Англии, Шотландии, Уэльса и Ирландии) Чемпионат в пятый раз был выигран сборной Шотландии, обошедшей англичан на одно очко. Третье место заняла сборная Уэльса, четвёртое — сборная Ирландии.
Чемпионат начался с двух домашних матчей сборной Англии, разгромившей Уэльс и Ирландию с общим счётом 10:2. Затем ирландцы потерпели поражение со счётом 0:7 в матче против Шотландии. В следующем матче, который по итогам турнира оказался решающим, встречались сборные Англии и Шотландии. В игре, проходившей в быстром темпе, победу со счётом 3:2 одержали шотландцы, при этом победный гол был забит на последней минуте. В следующем матче против Уэльса шотландцам для завоевания титула достаточно было набрать лишь одно очко. Игра завершилась редкой для того времени безголевой ничьей, принеся сборной Шотландии чемпионское звание. В финальном матче турнира Уэльс обыграл Ирландию со счётом 3:1 благодаря хет-трику Ричарда Джарретта, завершив таким образом чемпионат на третьем месте.

## Таблица
| Поз | Команда   | И | В | Н | П | МЗ | МП | РМ  | О |
| --- | --------- | - | - | - | - | -- | -- | --- | - |
| 1   | Шотландия | 3 | 2 | 1 | 0 | 10 | 2  | +8  | 5 |
| 2   | Англия    | 3 | 2 | 0 | 1 | 12 | 5  | +7  | 4 |
| 3   | Уэльс     | 3 | 1 | 1 | 1 | 4  | 5  | −1  | 3 |
| 4   | Ирландия  | 3 | 0 | 0 | 3 | 2  | 16 | −14 | 0 |

## Матчи
| 23 февраля 1889 | Англия                                     | 4:1     | Уэльс    | Сток-он-Трент                                                  |
| | Гудолл · Дьюхерст · Саутворт · Бассетт 65′ | (отчёт) | Оуэн 14′ | Стадион: «Виктория Граунд» Зрителей: 6000 Судья: Джон Кэмпбелл |
| Англия: Билли Мун, Артур Мелмот Уолтерс, Перси Мелмот Уолтерс, Альберт Флетчер, Артур Лоудер, Билли Беттс, Билли Бассетт, Джон Гудолл, Джек Саутворт, Фред Дьюхерст, Уильям Таунли Уэльс: Джеймс Трейнер, Уильям Джонс, Ди Джонс, Эдвард Хьюз, Хамфри Джонс, Роберт Робертс, Джек Халлам, Ричард Джонс, Билли Льюис, Артур Лиа, Билли Оуэн |                                            |         |          |                                                                |

| 2 марта 1889 | Англия                                 | 6:1     | Ирландия   | Ливерпуль                                                   |
| | Шелтон · Йейтс 35′ · Лофтхаус · Броуди | (отчёт) | Уилтон 10′ | Стадион: «Энфилд» Зрителей: 6500 Судья: Альфред Оуэн Дейвис |
| Англия: Билл Роули, Томми Клэр, Альберт Джеймс Олдридж, Чарльз Рефорд-Браун, Дейви Уир, Альф Шелтон, Джо Лофтхаус, Фрэнк Бертон, Джон Броуди, Гарри Дафт, Джек Йейтс Ирландия: Джон Клагстон, Мэнлифф Гудбоди, Джимми Уотсон, Алекс Кроуфорд, Арчи Росботам, Сэм Кук, Артур Госсен, Олферт Стэнфилд, Джек Барри, Джеймс Уилтон, Джек Пиден |                                        |         |            |                                                             |

| 9 марта 1889 | Шотландия                                                 | 7:0     | Ирландия | Глазго                                                         |
| | Уотт 7′ 10′ · Блэк 25′ · Гроувз 32′ 50′ 70′ · Макиннз 88′ | (отчёт) |          | Стадион: «Айброкс Парк» Зрителей: 6000 Судья: Уильям Г. Стейси |
| Шотландия: Нед Дойг, Джеймс Адамс, Томас Маккйоун, Дэвид Колдерхед, Джон Бьюкенен, Фрэнсис Уотт, Том Макиннз, Вилли Гроувз, Роберт Бойд, Дэвид Блэк Ирландия: Джон Клагстон, Джон Маквикер, Боб Кроун, Уильям Томпсон, Джеймс Кристиан, Билли Кроун, Сэм Торранс, Олферт Стэнфилд, Джонни Гибб, Джеймс Уилтон, Джек Пиден |                                                           |         |          |                                                                |

| 13 апреля 1889 | Англия          | 2:3     | Шотландия                              | Лондон                                                          |
| | Бассетт 15′ 17′ | (отчёт) | Манро 55′ · Освальд 82′ · Макларен 90′ | Стадион: «Кеннингтон Овал» Зрителей: 10 000 Судья: Джон Синклер |
| Англия: Билли Мун, Артур Мелмот Уолтерс, Перси Мелмот Уолтерс, Генри Хэммонд, Гарри Аллен, Джимми Форрест, Джон Броуди, Джон Гудолл, Билли Бассет, Дейви Уир, Тинсли Линдли Шотландия: Джеймс Уилсон, Уолтер Арнотт, Роберт Смелли, Джимми Келли, Джорди Дьюар, Джеймс Макларен, Джеймс Освальд, Уильям Берри, Алекс Латта, Джон Макферсон, Нил Манро |                 |         |                                        |                                                                 |

| 15 апреля 1889 | Уэльс | 0:0     | Шотландия | Рексем                                                        |
| |       | (отчёт) |           | Стадион: «Рейскорс Граунд» Зрителей: 6000 Судья: Джон Синклер |
| Уэльс: Альф Пью (Сэм Гиллам, 30'), Альфред Дейвис, Ди Джонс, Роберт Робертс, Джо Дейвис, Хамфри Джонс, Джозеф Дейвис, Билли Оуэн, Джек Даути, Джордж Оуэн, Билли Льюис Шотландия: Джон Маклауд, Эндрю Томсон, Джеймс Рей, Аллан Стюарт, Джон Олд, Алекс Локхед, Фрэнсис Уотт, Уильям Кэмпбелл, Уильям Пол, Уильям Джонстон, Джимми Ханна |       |         |           |                                                               |

| 27 апреля 1889 | Ирландия | 1:3     | Уэльс                | Белфаст                                                              |
| | Лемон 1′ | (отчёт) | Джарретт 20′ 44′ 60′ | Стадион: «Ольстер Крикет Граунд» Зрителей: 1500 Судья: Томас Р. Парк |
| Ирландия: Джон Клагстон, Аллан Эллеман, Джимми Уотсон, Алекс Кроуфорд, Лайонел Беннетт, Джек Рид, Артур Госсен, Олферт Стэнфилд, Джеймс Перси, Джон Лемон, Джон Гиллеспи Уэльс: Сэм Гиллам, Уильям Джонс, Ди Джонс, Эдвард Хьюз, Том Маккарти, Патрик Лири, Джозеф Дейвис, Билли Оуэн, Джордж Оуэн, Ричард Джарретт, Билли Льюис |          |         |                      |                                                                      |

## Чемпион
| Чемпион Великобритании 1889 |
| Шотландия Пятый титул       |

## Бомбардиры
| - 3 гола - Билли Бассетт - Джек Йейтс - Ричард Джарретт - Вилли Гроувз - 2 гола - Фрэнсис Уотт - 1 гол - Джон Броуди - Джон Гудолл - Фред Дьюхерст | - 1 гол (продолжение) - Джо Лофтхаус - Джек Саутворт - Альф Шелтон - Джон Лемон - Джеймс Уилтон - Билли Оуэн - Дэвид Блэк - Том Макиннз - Джеймс Макларен - Нил Манро - Джеймс Освальд |